# Place de la Fédération

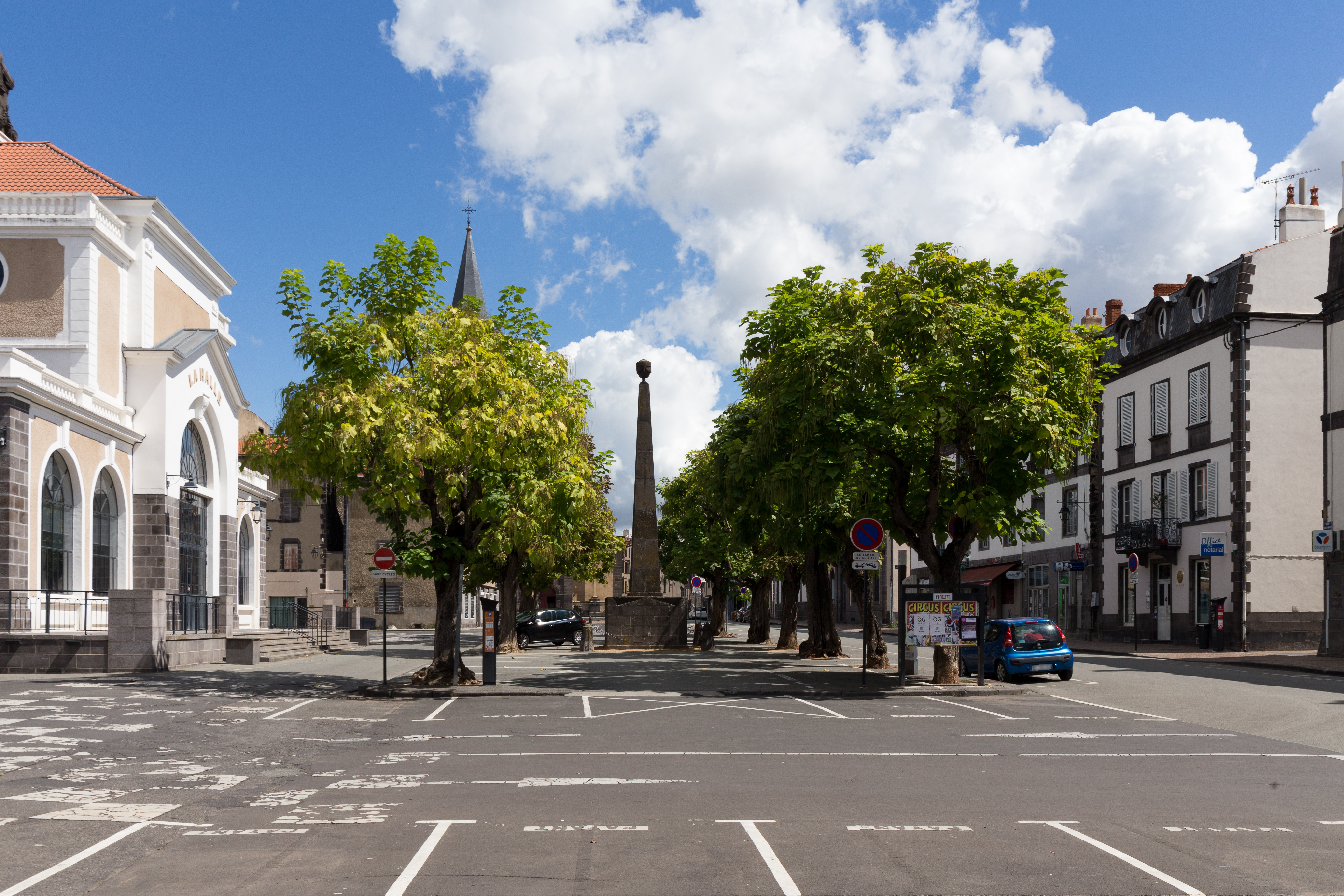
Place de la Fédération

De Place de la Fédération is een plein de Franse gemeente Riom (Puy-de-Dôme). Het plein werd aangelegd aan het einde van de 18e eeuw rond de nieuwe stedelijke markthal.

## Beschrijving
De Place de la Fédération ligt in de Quartier Saint-Amable, het noordwestelijke kwartier van de oude stad, en grenst aan de boulevard rond de oude stad. Het plein heeft in het noorden een hoefijzervorm met in het midden de markthal en feestzaal in art-decostijl. Op het plein staat een obelisk. Een deel van de gebouwen rond het plein heeft een uniform neoclassicistisch uiterlijk.

## Geschiedenis
Na de Franse Revolutie besliste het gemeentebestuur om een nieuwe graanhal te bouwen omdat de oude slecht toegankelijk was. De gemeente wilde ook een plein aanleggen waar grote evenementen en feesten konden doorgaan. Als lokatie werd een voormalig vrouwenklooster dicht bij de kerk Saint-Amable gekozen. Architect Claude-François-Marie Attiret liet zich inspireren door de Place Royale van Dijon. Hij voorzag uniforme huizenblokken rond het plein in neoclassicistische stijl. In 1793 werd begonnen met de aanleg van de Place du Marché Neuf maar in 1797 werd de bouw onderbroken wegens geldgebrek. Hierdoor werden de plannen maar deels gerealiseerd.
Een tweede belangrijke bouwfase volgde in de eerste helft van de 20e eeuw. Het plein werd omgedoopt naar Place de la Fédération. Tussen 1937 en 1939 werd de markthal verbouwd in art-decostijl naar plannen van architect Ernest Pincot. De markthal kreeg een nieuwe betonnen gevel en uitbreidingen aan de zijkant. Er werd ook een verdieping gebouwd om te dienen als feestzaal. Tussen 2013 en 2016 werd de markthal gerestaureerd.

## Afbeeldingen

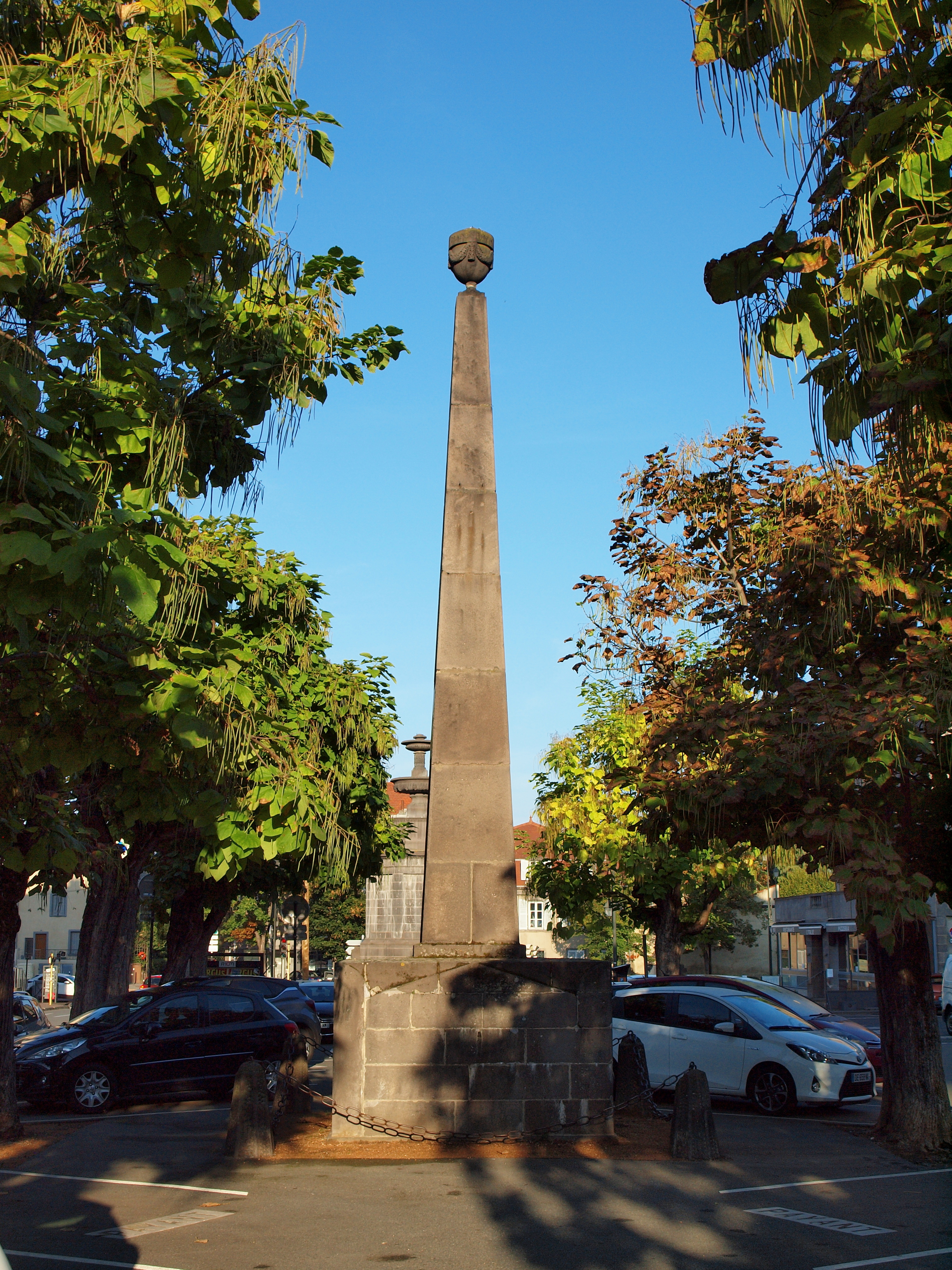
Obelisk
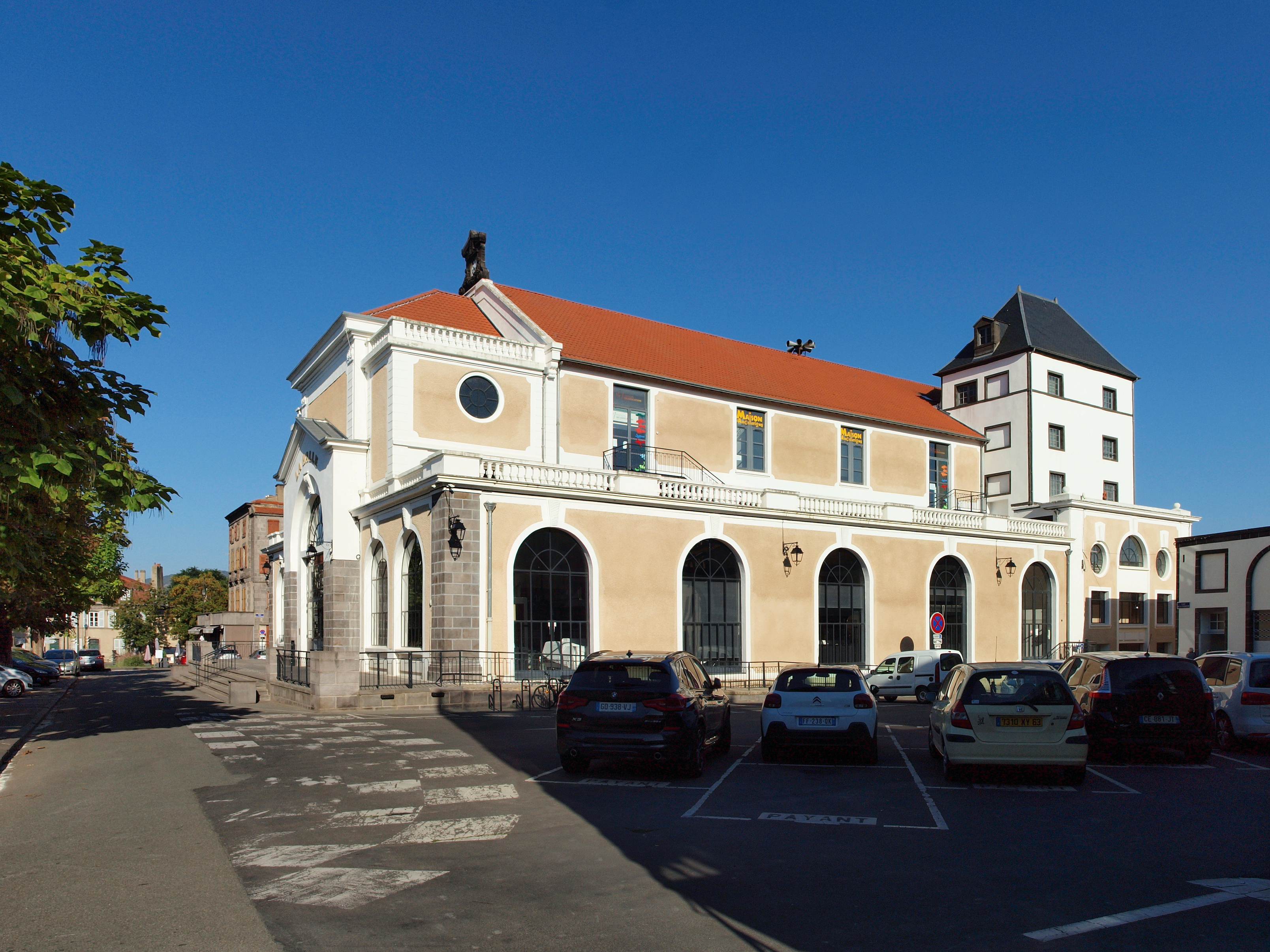
Markthal, zijaanzicht
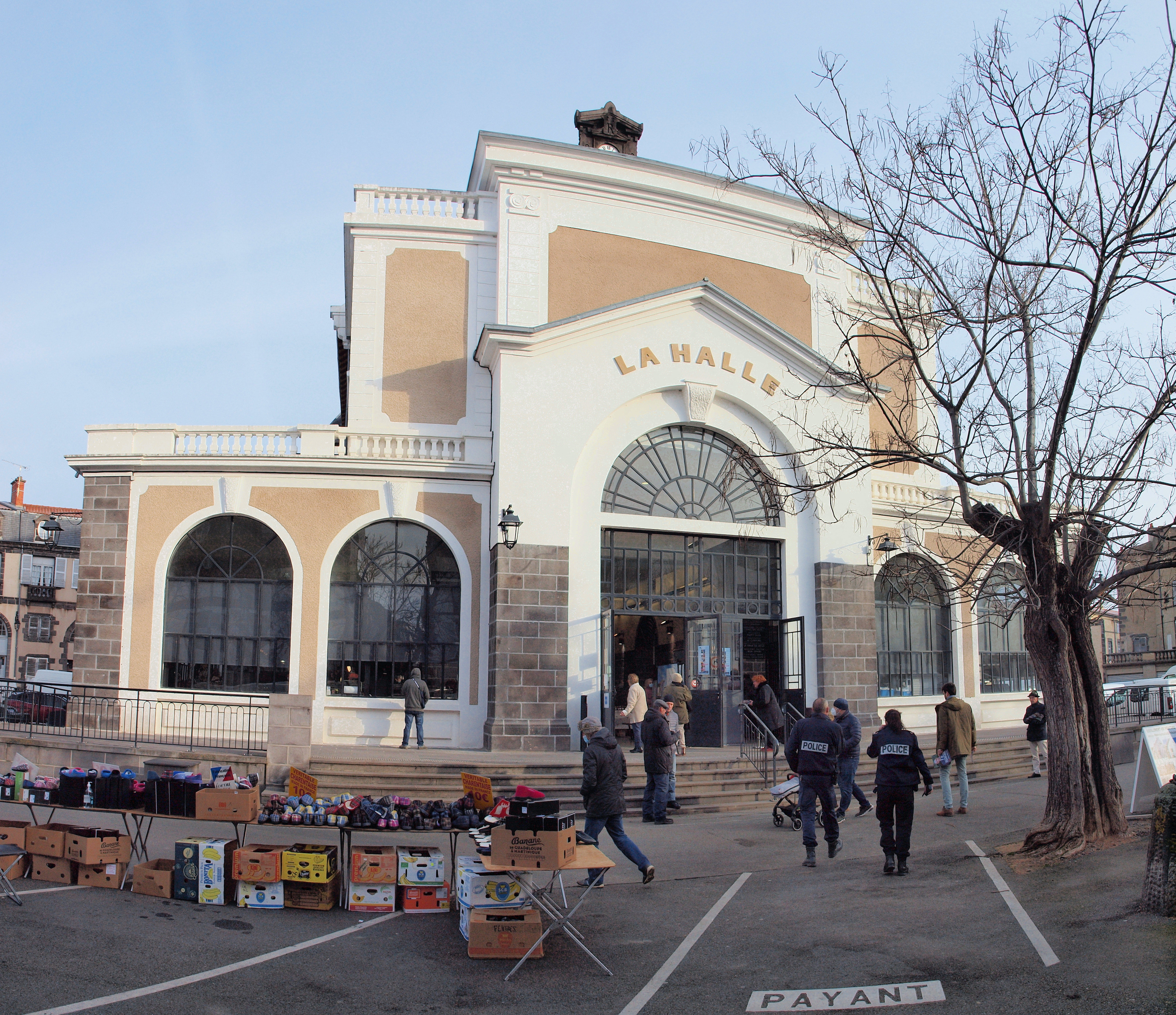
Markthal, vooraanzicht